# Gin Blossoms
The Gin Blossoms is een Amerikaans alternatieve-rockband uit Tempe, Arizona.

## Biografie
Gin Blossoms wordt in 1987 geformeerd door de jeugdvrienden Doug Hopkins (gitaar en songschrijver), Bill Leen (bas) en Jesse Valenzuela (zang, gitaar). Na wat bezettingwisselingen is de band compleet met zanger Robin Wilson en drummer Philip Rhodes. Na een album, Dusted, tekent de groep bij platenmaatschappij A&M Records en nemen ze hun major-debuut op in de Ardent-studio in Memphis, Tennessee. Songschrijver Doug Hopkins wordt tijdens de productie van het album wegens alcoholverslaving uit de band gezet en vervangen door Scott Johnson. Hopkins beëindigde op 5 december 1993 zijn leven.
Nog in 1992 verschijnt New Miserable Experience, die de hitsongs "Hey Jealousy" en "Found Out About You" bevat. New Miserable Experience ging meer dan vier miljoen keer over de toonbank in Amerika. Na een pauze van enkele jaren volgde de CD Congratulations... I'm Sorry, die met een miljoen exemplaren een platina status behaalde in de Verenigde Staten. In 1997 hield de band het voor bekeken en begonnen de verschillende groepleden hun eigen muzikale projecten. Gin Blossoms hergroepeerde in 2002 en brachten in 2006 Major Lodge Victory uit, in 2010 gevolgd door No Chocolate Cake en in 2018 Mixed Reality.

## Discografie
Albums
- Dusted (1989)
- New Miserable Experience (1992)
- Congratulations... I'm Sorry (1996)
- Outside Looking In: The Best of the Gin Blossoms (Verzamelalbum) (1999)
- The Millennium Collection: The Best of Gin Blossoms (Verzamelalbum) (2003)
- Major Lodge Victory (2006)
- Live in Concert (Livealbum) (2009)
- Just South of Nowhere (Live in Chicago) (Livealbum) (2009)
- Rarities (Verzamelalbum) (2010)
- No Chocolate Cake (2010)
- Icon (Verzamelalbum) (2011)
- Mixed Reality (2018)

Ep's
- Up and Crumbling (1991)
- Shut Up and Smoke (1994)